# Церковь Пимена Великого в Новых Воротниках
Храм преподобного Пи́мена Вели́кого в Но́вых Воро́тниках, что в Сущёве (церковь Троицы Живоначальной, Пименовская церковь, Пимен Новый) — православный храм в Тверском районе Москвы. Относится к Иверскому благочинию Московской епархии Русской православной церкви.
Главный престол освящён в честь Святой Троицы, приделы — в честь Владимирской иконы Божией Матери и во имя преподобного Пимена Великого.

## История
Первоначально поселение московских воротников (привратников при городских воротах) располагалось у стен Кремля. Их слобода Воротники находилась рядом с Тверской улицей. В честь храма покровителя воротников Пимена Великого были названы соседние переулки — Воротниковский и Старопименовский.

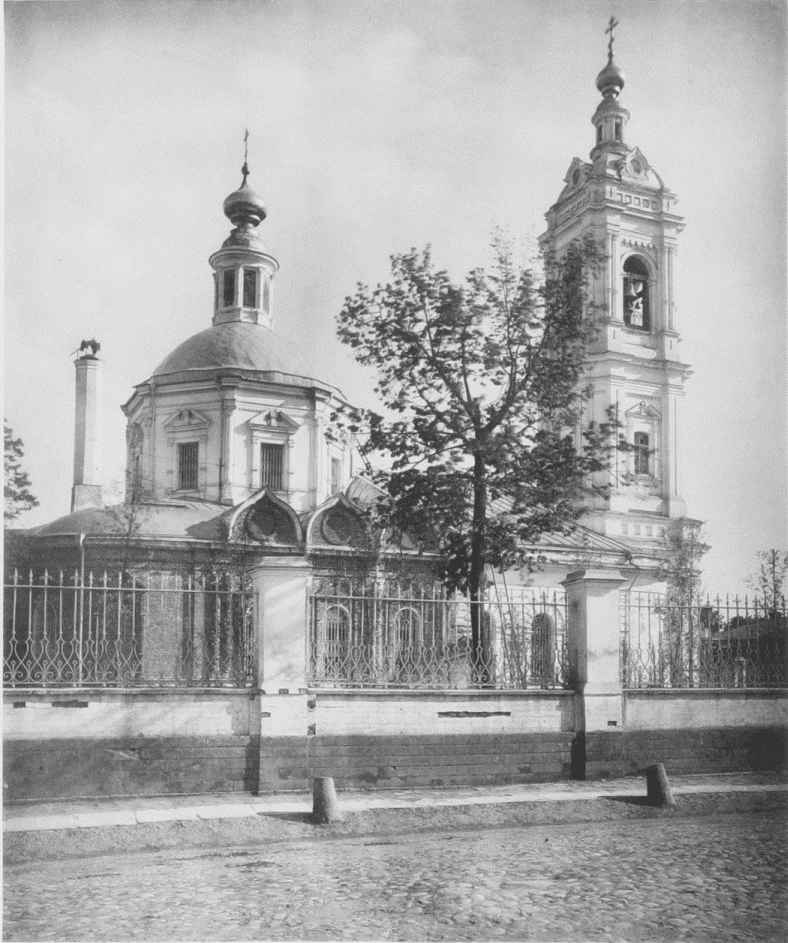
Фотография Николая Найдёнова 1882 года

Постепенно центр Москвы всё больше застраивался, поэтому в середине XVII века (приблизительно в 1658 году) московских воротников переселили на окраинное село Сущёво. Здесь была образована другая Воротниковская слобода. Приблизительно в 1672 году была построена новая церковь святого Пимена, с главным Троицким престолом, в точности повторявшая их старый храм. Память о поселении стражников осталась в названии местного Нововоротниковского переулка.
В 1691 году деревянная церковь сгорела. В 1696—1702 годах по благословению патриарха Адриана был выстроен новый каменный храм, который в те времена стоял на берегу большого пруда. В 1825 году была построена ограда храма, сохранившаяся до нашего времени.
В 1796—1807 годах был построен придел Владимирской иконы Божией Матери. По преданию, некий слепой мальчик играл здесь и взял в руку какой-то предмет. В это время пыль и песок попали ему в лицо, он потёр глаза этой рукой — и мгновенно прозрел. Первое, что он увидел, была маленькая икона, вырезанная на камне, которую он и держал в руке, — это оказался образ Владимирской Богоматери. Эта каменная иконка долго хранилась в Пименовском храме. В 1870 году был утверждён новый проект фасада и колокольни, появился обновлённый придел во имя Владимирской иконы Божией Матери, сооружённый архитектором Константином Быковским. В 1897 году по проекту архитектора Фёдора Шехтеля были заново отделаны помещения церкви. По мнению исследователя творчества Шехтеля Евгении Кириченко, интерьер церкви можно отнести к шедевру в богатом выдающимися проектами творческом наследии архитектора.

### В XX веке
В советский период храм не был закрыт. В апреле 1922 года из храма изъято 12 пудов «церковных ценностей». В 1927—1932 годах регентом хора в Пименовском храме был инок Платон (Извеков) — будущий патриарх Пимен. Впоследствии он ежегодно совершал здесь службу в престольный праздник храма, празднуя и день тезоименитства. В 1930—1934 годах в этой церкви диаконом служил Алексей Протопопов, в будущем священномученик.
В начале 1937 года, после закрытия обновленческой Спасо-Преображенской церкви на Большой Спасской улице (снесена в том же году), Пименовский храм был передан обновленцам и стал кафедральным храмом митрополита Александра (Введенского).

В 1944 году почти все обновленцы во главе с «митрополитом» Виталием принесли покаяние и воссоединились с Православной Церковью. Осталась в Москве лишь одна «твердыня» обновленчества — Пименовский храм, где продолжал служить А. И. Введенский, изображая из себя «митрополита» и «первоиерарха» «православных церквей». (Правда, в его ведении оставался ещё один приход в Ульяновске, и это — всё.) Служили в Пименовском храме «отец» Никита (бывший нищий с паперти), сыновья Введенского «протодиакон» Александр и «священник» Андрей, а кроме того ещё несколько обновленцев, в их числе небезызвестный А. Левитин (Краснов).
Через три с половиной месяца после смерти Александра (Введенского), 9 октября, храм преподобного Пимена Великого перешёл в ведение Московской патриархии. Патриарх Алексий I совершил в нём Божественную литургию в конце декабря 1946 года. Крыша храма прохудилась, и стены от влаги, проникавшей внутрь и смешавшейся с красками, приобрели красноватый оттенок. Патриарх Алексий I в слове, которое он произнёс за литургией, указывая на стены храма, сказал: «Люди, которые здесь служили, разучились краснеть. Стены покраснели за них».
|  |  |  |  |  |